# Wicked Woman
Wicked Woman es un álbum en vivo de la cantante y compositora estadounidense Janis Joplin. Este álbum contiene la grabación de la última presentación en público de la cantante antes de morir. El 12 de agosto de 1970 Joplin se presentó con Full Tilt Boogie Band en el Harvard Stadium en Boston, Massachusetts.
Esta presentación tuvo la peculiaridad de que fue improvisada con amplificadores conseguidos a última hora luego de que el equipo de sonido de la banda fuera robado pocas horas antes del concierto.

## Lista de canciones

### Lado A
| N.º | Título | Duración |  |

### Lado B
| N.º | Título | Duración |  |

## Intérpretes
- Janis Joplin - Voz
- John Till - Guitarra
- Richard Bell - Piano
- Ken Pearson - Órgano
- Brad Campbell - Bajo
- Clark Pierson - Batería